# Signicat
Signicat ist ein 2006 in Norwegen gegründetes Unternehmen, das elektronische Signier- und sichere Authentifizierungslösungen anbietet. 2020 wurde Signicat als erstes internationales Unternehmen – und zweites Unternehmen überhaupt nach der Bundesdruckerei – vom Bundesverwaltungsamt als „Identifizierungsdienstleister nach §21b für nPA“ zertifiziert.
Das sichere, europaweite Erkennen digitaler Identitäten ist eine Grundlage für die u. a. vom Bundesministerium für Wirtschaft und Energie geforderte und geförderte Industrie 4.0.

## Produkte
Die ursprünglich aus Norwegen stammende Firma Signicat bietet Produkte zur Identitätsüberprüfung, zur Identitätsauthentifizierung und zum elektronischen Signieren sowie Elektronische Siegel und Dokumentenbewahrung an. Signicat stellt Lösungen für die Verifikation digitaler Identitäten bereit. Das Angebot der Firma richtet sich vor allem an regulierte Unternehmen und Behörden. Es umfasst sichere digitale Onboarding-Prozesse und Services für die Einhaltung gesetzlicher Vorschriften wie z. B. das Geldwäschegesetz oder die DSGVO. Signicat hat weltweit mehr als 1.500 Kunden. Die angebotene Plattform lässt sich an die Bedürfnisse der unterschiedlichsten Branchen anpassen, 2021 wird das Angebot erweitert durch ein Sign Portal, das keine Installation in der IT-Struktur der Firmen voraussetzt und damit Digitalisierungsprozesse auch in kleinen und mittelständischen Unternehmen und Behörden ermöglicht. Der Digital Identity Hub ist das Kernstück der Signicat-Lösung. Der Hub unterstützt Verbindungen zu mehr als 20 elektronischen IDs, Social Logins und Melderegisterabfragen.

## Geschichte
Signicat ging aus der norwegischen IT-Firma Kantega hervor, die 2005 die ersten elektronischen Signier- und sicheren Authentifizierungslösungen mit verschiedenen Arten von eIDs etablierte und 2006 das Tochterunternehmen Kantega Secure Identity gegründet hat. Als erster Dienstleister, der alle digitalen ID-Lösungen in den nordischen Ländern abdeckte, machte sich das Unternehmen selbstständig und wurde 2007 zu Signicat. Im Jahr 2008 stieg die Investmentgesellschaft Viking Venture mit 10 Millionen NOK als Eigentümer ein. Signicat nutzte diese Mittel, um lokale Vertriebsbüros in Dänemark, Schweden und Finnland aufzubauen, womit Signicat allmählich zum führenden Anbieter im Bereich der digitalen Identitäts- und Signaturlösungen für nordische Finanzinstitute wurde.
Seitdem hat Signicat schrittweise weitere Standbeine in anderen führenden europäischen Märkten aufgebaut, Anfang 2021 hatte Signicat Offices in 9 europäischen Ländern. In Deutschland ist Signicat seit 2018 mit je einer Niederlassung in Frankfurt am Main und in München vertreten. Im April 2019 erwarb das Private-Equity-Unternehmen Nordic Capital Signicat von der Secure Identity Holding AS und anderen Aktionären mit dem erklärten Ziel, die internationale Expansion zu beschleunigen. Im Juli 2019 erwarb Signicat den norwegischen Identitätsspezialisten Idfy. Im Jahr 2020 folgte die Übernahme des niederländischen Identitätsspezialisten Connectis, um Europas stärkste digitale Identitätsplattform zu schaffen.
Signicat ist ein Qualified Trust Service Provider (QTSP), der die strengsten regulatorischen Anforderungen der EU für digitale Vertrauensdienste erfüllt, Kunden kommen überwiegend aus dem Finanzdienstleistungssektor (Banken/Versicherungen), dem öffentlichen Sektor, dem Gesundheitswesen und dem Dienstleistungssektor (Telekommunikation, Online-Marktplätze, Unternehmen). Zu den Kunden gehören u. a. Rabobank, Norwegens größte Bank DNB, Klarna, Santander, Telia, Mambu und VECOZO.

## Auszeichnungen
Für seine bahnbrechende Technologie erhielt Signicat mehrere renommierte Auszeichnungen wie den Celent Model Bank Award, die 21st Banking Technology Awards, den Financial Innovation Award und zahlreiche weitere Auszeichnungen.
Ebenso schaffte es Signicat, in die FT1000-Liste der Financial Times "FT1000: the fifth annual list of Europe's fastest-growing companies" aufgenommen zu werden und ist damit eines von nur 8 norwegischen Unternehmen, die dort gelistet sind. Diese Auszeichnung wurde Signicat aufgrund eines organischen Wachstums von 40 % (zugrunde gelegt wurden die Geschäftszahlen von 2016 – 2019) zuerkannt.
Signicat ist Mitglied der European Association for e-Identity & Security (EEMA), ist ein qualifizierter Vertrauensdiensteanbieter (QTSP) gemäß der eIDAS-Verordnung und erfüllt die Anforderungen der ISO 27001 für die Informationssicherheit.